# Praha-Ruzyně
Praha-Ruzyně – stacja kolejowa w Pradze, w dzielnicy Veleslavín, w Czechach przy ulicy Drnovskiej 41/40. Znajduje się na linii kolejowej Praga – Kladno na wysokości 330 m n.p.m..
Kasa biletowa została zamknięta 1 grudnia 2019 roku ze względów ekonomicznych..

## Linie kolejowe
- 120 Praha - Kladno - Lužná u Rakovníka - Rakovník